# Christiansburg (Ohio)
Christiansburg – wieś w USA, w stanie Ohio, w hrabstwie Champaign.
Liczba mieszkańców w 2000 roku wynosiła 553.